# Peter Facinelli
Peter Facinelli, ameriški filmski igralec, *26. november 1973, Queens, New York, Združene države Amerike.

## Osebno življenje
Peter Facinelli se je rodil 26. novembra 1973, Queens, New York, Združene države Amerike, kot sin italijanskih staršev, arhitektke Brune in natakarja Pierina Facinellija. Odraščal je v Ozone Parku, Queens. Na Atlantic Theater Company Acting School v New Yorku je študiral igranje: eni izmed njegovih učiteljev so bili William H. Macy, Felicity Huffman, Giancarlo Esposito, in Camryn Manheim.
Svojo ženo, Jennie Garth, je Peter Facinelli spoznal na snemanju televizijskega filma An Unfinished Affair leta 1996. Poročila sta se 20. januarja 2001 in zdaj imata že tri hčerke, ki jim je ime Luca Bella (roj. 30. junij 1997), Lola Ray (roj. 6. december 2002) in Fiona Eve (roj. 30. september 2006).

## Kariera
Peter Facinelli je kariero začel leta 1995 v filmu The Price of Love, kjer je igral Bretta. Istega leta igra tudi v filmu Angela.
Leta 1996 igra v After Jimmy, Calm at Sunset, Foxfire in An Unfinished Affair.
Leta 1997 ga lahko opazimo v filmu Touch Me, leto pozneje, torej leta 1998 pa v Telling You, Can't Hardly Wait in Dancer, Texas Pop. 81.
Leta 1999 se pojavi v filmih Blue Ridge Fall in The Big Kahuna, leta 2000 pa v Honest, Supernova in Ropewalk.
Leta 2001 se pokaže v filmih Fantje mojega življenja in Rennie's Landing.
Leta 2002 ga vidimo v Fastlane in Kralj škorpijonov, leta 2003 v seriji Six Feet Under (ki jo je snemal dve leti, se pravi do leta 2005), leta 2005 pa v  filmih The Lather Effect, Chloe in Enfants terribles.
Leta 2006  zaigra v filmih Hollow Man 2, Touch the Top of the World in Arc, leta 2008 pa v filmih Lily in Damages.
Leta 2008 igra  filmih Finding Amanda, Chelsea Lately in Somrak (kjer igra Carlisla Cullena), letos je dobil vloge v filmih Nurse Jackie in Mlada luna, nadaljevanju Somraka, je pa tudi nastopil v »Chelsea Lately« talk show.
Za leto 2010 ima že priskrbljeno vlogo Carlisla v nadaljevanju Somraka in Mlade lune, filmu Mrk.

## Filmografija
- The Price of Love (1995) (TV) - Brett
- Angela (1995) - Lucifer
- Calm at Sunset (1996) (TV) - James Pfeiffer
- After Jimmy (1996) (TV) - Jimmy Stapp
- Foxfire (1996) - Ethan Bixby
- An Unfinished Affair (1996) (TV) - Rick Connor
- Touch Me (1997) - Bail
- Telling You (1998) - Phil Fazzulo
- Can't Hardly Wait (1998) - Mike Dexter
- Dancer, Texas Pop. 81 (1998) - Terrell Lee Lusk
- Blue Ridge Fall (1999) - Danny Shepherd
- The Big Kahuna (1999) - Bob Walker
- Honest (2000) - Daniel Wheaton
- Ropewalk (2000) - Charlie
- Supernova (2000) - Karl Larson
- Fantje mojega življenja (2001) - Tommy Butcher
- Tempted (2001) - Jimmy Mulate
- Rennie's Landing (2001) - Alec Nichols
- Fastlane (2002) TV Series - Donovan 'Van' Ray
- Kralj škorpijonov (2002) - Takmet
- Six Feet Under (2003–2005) - Jimmy
- The Lather Effect (2005) - Danny
- Chloe (2005)
- Enfants terribles (2005) - Curtis
- Hollow Man 2 (2006)
- Touch the Top of the World (2006) (TV) - Erik Weihenmayer
- Arc (2006) - Paris Pritchert
- Damages (2007) (TV) - Gregory Malina
- Lily (2007)
- Finding Amanda (2008) - Greg
- Chelsea Lately (2008)(talk show) - On
- Somrak (2008) - Carlisle Cullen
- Mlada luna (2009) (post-produkcija) - Carlisle Cullen
- Nurse Jackie (2009) - Dr. Fitch »Coop« Cooper
- »Chelsea Lately« (2009)(talk show) - On
- Mrk (2010) - (post-produkcija) - Carlisle Cullen